# Masters de Montecarlo 1986
El Abierto de Montecarlo 1986 fue un torneo de tenis masculino jugado sobre tierra batida. Fue la 80.ª edición de este torneo. Se celebró entre el 21 y el 27 de abril de 1986.

## Campeones

### Individuales
Joakim Nyström vence a  Yannick Noah, 6–3, 6–2.

### Dobles
Guy Forget /  Yannick Noah vencen a  Joakim Nyström /  Mats Wilander, 6–4, 3–6, 6–4.